# Nupserha conradti
Nupserha conradti är en skalbaggsart som först beskrevs av Hermann Julius Kolbe 1894.  Nupserha conradti ingår i släktet Nupserha och familjen långhorningar. Inga underarter finns listade i Catalogue of Life.